# Manuela Martelli
Manuela Martelli, właśc. Manuela Abril Martelli Salamovich (ur. 16 kwietnia 1983 w Santiago) – chilijska aktorka filmowa i telewizyjna.

## Kariera
Aktorka ma korzenie włoskie i chorwackie. Ukończyła aktorstwo na Papieskim Katolickim Uniwersytecie Chilijskim w Santiago. Karierę filmową rozpoczęła wcielając się w rolę Kathy w dramacie B-Happy w reżyserii Gonzalo Justiniano z 2003. Rok później wystąpiła w biograficznym filmie Machuca w reżyserii Andrésa Wooda. Obraz był nominowany w 2005 roku do Nagrody Goi w kategorii dla najlepszego zagranicznego filmu hiszpańskojęzycznego. W 2005 Martelli zagrała Luchi w argentyńskim dramacie Jak rozbity samolot w reżyserii Ezequiela Acuña. Film otrzymał główną nagrodę na Buenos Aires Independent Film Festival 2005. W 2009 aktorka wystąpiła w Narodzeniu Sebastiána Lelio, w 2011 Ostatniej rundzie Julia Jorquery Arriagady. W 2013 nagrodzono grę aktorską Martelli przyznając jej trofeum dla najlepszej roli kobiecej na festiwalu filmowym w Huelvie za rolę Bianki w filmie Alicii Scherson Przyszłość. W tym obrazie aktorka wystąpiła u boku Rutgera Hauera i Nicolasa Vaporidisa. Aktorka ma za sobą również role w produkcjach telewizyjnych.